# Coryphantha reduncispina
Coryphantha reduncispina ist eine Pflanzenart in der Gattung Coryphantha aus der Familie der Kakteengewächse (Cactaceae). Das Artepitheton reduncispina leitet sich von den lateinischen Worten reduncus für ‚einwärts gebogen‘ sowie -spinus für ‚-bedornt‘ ab und verweist auf die Bedornung der Art.

## Beschreibung
Coryphantha reduncispina wächst einzeln mit kugelförmigen bis etwas verlängerten, dicht mit Dornen bedeckten Trieben, die Durchmesser von bis zu 10 Zentimeter erreichen. Die bis zu 10 Millimeter langen Warzen sind konisch. Die Axillen sind etwas bewollt. Nektardrüsen sind nicht vorhanden. Die zwei bis drei grauen bis gelblichen, hornartigen Mitteldornen besitzen eine dunklere Spitze. Sie sind pfriemlich, leicht abwärts gebogen und 1,5 bis 2,5 Zentimeter lang. Die 15 bis 20 weißen oder gelblichen, 1 bis 1,2 Zentimeter langen Randdornen sind nadelig, steif und ausstrahlend.
Die reingelben Blüten erreichen Durchmesser von 4 bis 5 Zentimeter.

## Verbreitung und Systematik
Coryphantha reduncispina ist im mexikanischen Bundesstaat Oaxaca verbreitet.
Die Erstbeschreibung durch Friedrich Bödeker wurde 1933 veröffentlicht. Reto F. Dicht und Adrian D. Lüthy behandelten Coryphantha reduncispina 2001 als Synonym von Coryphantha pallida.

## Nachweise